# Ola Möller (författare)
Ola Möller, född 21 februari 1984, är en svensk designer och författare som har skapat och förvaltar MethodKit-encyklopedin sedan 2012. MethodKit är en visuell encyklopedi och en samling av 33 referensverk. De 1500+ korten som encyklopedin består av används främst i möten och workshops.
Möller författade Fotoboken om Sverige som släpptes 2009  samt var en av författarna till This Must Be the Place som släpptes 2010.